# Келлог (Красноярский край)
Келлог (кет. Ӄлукдиӈиль) — посёлок в Туруханском районе Красноярского края. Относится к населённым пунктам, находящимся на межселенной территории.

## География
Расположен на правом берегу реки Елогуй, ниже впадения в него реки Келлог. Находится в северной части умеренного климатического пояса, в зоне континентального климата.

## Население
| 2010 |
| ---- |
| 306  |

Национальный состав
По данным Всероссийской переписи населения 2010 года:
| № | Национальность | Численность, чел. | Доля   |
| - | -------------- | ----------------- | ------ |
| 1 | кеты           | 216               | 70,6 % |
| 2 | русские        | 71                | 23,2 % |
| 3 | другие         | 19                | 6,2 %  |

В посёлке распространён келлогский говор, относящийся к южнокетскому диалекту кетского языка.

## Известные уроженцы, жители
- Котусов, Александр Максимович (1955—2019) — кетский охотник и рыболов, автор-исполнитель, народный певец, последний кет, исполнявший и сочинявший песни на кетском языке и имевший свою личную песню, один из последних носителей кетского языка.

## Инфраструктура
Личное подсобное хозяйство с зоной сельскохозяйственного использования, индивидуальная застройка усадебного типа.

## Достопримечательности
Мемориал участникам Великой Отечественной Войны